# Unbestellbarkeitsmeldung
Die Unbestellbarkeitsmeldung war ein Mechanismus der Post zur Feststellung des Empfängers bei Unklarheiten oder Unzustellbarkeit.

## Details
Im Falle der Unbestellbarkeit (heute: Unzustellbarkeit) gewöhnlicher oder eingeschriebener Pakete erlaubte die Postordnung von 1878 auf dem Begleitbrief zum Paket einen Vermerk „Wenn unbestellbar, Nachricht“. Die Weiter- oder Rücksendung war nicht portofrei. Blieb ein solches Paket am Bestimmungsort unbestellbar, so musste die Postanstalt des Bestimmungsorts beim Absender anfragen, ob das Paket zurückgeschickt oder an eine andere Person, sei es an demselben oder an einem anderen Orte des Deutschen Reiches, ausgehändigt werden sollte. Für die Benachrichtigung wurde das einfache Briefporto in Ansatz gebracht. Die Antwort musste an die rückfragende Postanstalt frankiert abgeschickt werden und eine klare Verfügung über das Paket enthalten. Ging bei der Postanstalt innerhalb von zehn Tagen nach Absendung ihrer Anfrage keine Antwort ein, so wurde das Paket an den Aufgabeort zurückgeschickt. Am 12. März 1883 wurde der Begriff Unbestellbarkeits-Meldung für die Anfrage eingeführt. Eine solche Meldung wurde auch erlassen, wenn Unklarheit über den Empfänger bestand, etwa bei Namensgleichheit. Für eine Unbestellbarkeits-Meldung und der zu erteilenden Antwort hatte der Absender die Portokosten von 20 Pfennigen zu entrichten. Ab dem 1. März 1895 waren auch Briefe mit Wertangabe oder Postanweisungen eingeschlossen, ab dem 1. Januar 1899 auch Nachnahmesendung. Die Gebühr hatte der Absender bar zu entrichten. Führte die Antwort nicht zur Zustellung, wurde das Paket zurückgeschickt, eine nochmalige Unbestellbarkeits-Meldung wurde nicht erlassen. Der Absender konnte die Sendung auch der Postverwaltung überlassen, er hatte die aufgelaufenen Portokosten, die Gebühr für die Unbestellbarkeits-Meldung und sonstige der Verwaltung für die Sendung erwachsenen Kosten bis zur Höhe des Betrages zu entrichten, welcher durch den Verkauf des Pakets nicht gedeckt wurde. Während der Zeit der Inflation stiegen auch diese Gebühren. Die Gebühr für eine Unbestellbarkeitsmeldung betrug am 1. April 1921 im Inlandsdienst 1 Mark, ins Ausland 2 Mark.
Die Postordnung von 1929, bis 1964 gültig, präzisiert: „So ist bei Paketen, Wertbriefen oder Postanweisungen, wenn der Empfänger aus der Aufschrift nicht sicher erkennbar ist, und wenn bei den Postanweisungen der Absender angegeben ist, eine Unbestellbarkeitsmeldung zu erlassen. An anderer Stelle: Die Unbestellbarkeitsmeldungen sind dem Absender der unzustellbaren Sendung, unmittelbar zu übersenden. Für die Meldung hat der Absender eine Gebühr auch dann zu entrichten, wenn er die Annahme der Meldung verweigert oder die Meldung unbeantwortet lässt. V. Über ein unbestellbar gemeldetes Paket kann der Absender dahin verfügen, dass entweder die Zustellung nochmals an den ursprünglichen Empfänger oder an eine zweite und nötigenfalls an eine dritte Person innerhalb des Reichspostgebiets erfolgen soll, oder dass das Paket an ihn selbst zurückgesandt, auf seine Rechnung und Gefahr verkauft oder der Post preisgegeben wird. Ist keine dieser Zustellungen ausführbar, so wird das Paket ohne nochmalige Unbestellbarkeitsmeldung an den Absender zurückgesandt.“
In der Postordnung von 1964 ändert sich die Bezeichnung in „Anzeige der Unzustellbarkeit“, sie wurde dem Absender gegen eine besondere Gebühr übersandt. Für die Rücksendung wurden folgende Gebühren erhoben: bei Sendungen mit Wertangabegebühr die Wertgebühr, bei Paketsendungen die Paket- oder Postgutgebühr, bei mit Luftpost zu befördernden Paketen die Luftpostgebühr, und bei Schnellpaketsendungen die Schnellsendungsgebühr. Das am 1. März 1963 gültige Entgelt von 60 Pfennig blieb unverändert bis zum 1. Juli 1991 gültig und stieg dann auf 2 Mark 50.

## Gegenwart
Seit dem 1. Juli 2006 ist die Rücksendung von DHL-Paketen im Inland generell kostenfrei. Eine Anzeige der Unzustellbarkeit erfolgt nicht mehr. Bei der Nachsendung von Paketen kommt zu der Pauschale für den Nachsendeservice im Inland für Privatkunden (für 6 Monate zu 14,80 € oder 12 Monate zu 29,80 €) noch eine besondere Gebühr von 3,90 €.